# Глобальна фінансова криза 2008 року

Світова мапа, що показує темпи зростання ВВП у 2009 (країни відтінками коричневого зазнали падіння ВВП)

В цій статті йдеться про подробиці гострої кредитної, банківської, валютної та торгової кризи, що виникла у вересні 2008 року. Події на фінансовому ринку починаючи з липня 2007, що були задіяні в кредитній кризі, яка виникла внаслідок іпотечної кризи, дивіться статтю Світова фінансово-економічна криза.
Глобальна фінансова криза 2008 року — глибока фінансова криза, найгірша криза з часів великої депресії, яка перебуває в активній фазі станом на середину листопада 2008. Криза ясно проявилась у вересні 2008 року під час банкрутства, злиття або консервації декількох великих американських фінансових фірм. Причини, що викликали цю кризу, повідомлялись в ділових журналах за декілька місяців до вересня, разом із коментарями про фінансову стабільність провідних інвестиційних банків, страхових фірм та іпотечних банків США та Європи постраждалих від іпотечної кризи.
Розпочавшись з банкрутства великих фінансових установ в США, вона швидко розрослась у глобальну кризу, що призвела до банкрутства декількох європейських банків та падіння різних біржових індексів та значного падіння вартості акцій та товарів по всьому світу. Криза призвела до проблем ліквідності та дерегулювання фінансових установ в США та Європі, що далі посилило кризу ліквідності. Політичні лідери та міністри фінансів та директори центральних банків координували свої зусилля для пониження страху але криза все ще продовжується та продовжує змінюватись, перетворюючись в кінці жовтня у валютну кризу, викликану бажанням інвесторів перевести свої капітали в сильніші валюти, такі як єна, долар та швейцарський франк, спонукаючи багато національних економік шукати допомогу в Міжнародного валютного фонду. Криза була викликана іпотечною кризою та є гострою фазою фінансової кризи 2007—2008.
Під час глобальної світової кризи 2008—2009 рр. світ вступив в глобальну рецесію, яка викликає широке скорочення бізнесу, зростання безробіття і скорочення державних доходів. Деякі з найбільших і найшанованіших банків, інвестиційних компаній і страхових компаній або вже оголосили про своє банкрутство або були на межі цього. Майже у всіх промислово розвинених країнах і багатьох країнах з ринком, що розвиваються, оголосили рятувальні пакети для економічного та / або фінансового сектора. Ряд країн, в крайньому випадку, звернулися до запозичення у Міжнародного валютного фонду. Криза виявила фундаментальні слабкості фінансових систем у всьому світі, показали, як взаємопов'язані і взаємозалежні економіки сьогодні.

## Етапи глобальної фінансової кризи
Світова фінансова криза проявила себе в чотири взаємопов'язаних етапи. На першому етапі мали місце інтервенції, націлені на припинення «зараження» і зміцнення фінансового сектора в країнах. На макроекономічному рівні це включає заходи політики, такі як зниження процентних ставок, розширення грошової маси, кількісні (грошові) ослаблення, а також дії щодо відновлення довіри на кредитних ринках. На мікроекономічному рівні це спричинило заходи щодо вирішення нагальних проблем та наслідків кризи, у тому числі екстреної фінансової допомоги для хворих фірм, гарантування депозитів в банках, вливання капіталу, утилізації токсичних активів і реструктуризації боргу.
Прийняті заходи включають порятунок фінансових інститутів, які вважаються «занадто великими, щоб збанкрутувати», поглинання урядом деяких фінансових інститутів, урядові спрощення злиттів і поглинань, а також державні закупівлі проблемних фінансових активів. Майже всі промислово розвинені країни і багато країн, що розвиваються, проводять всі або деякі з цих дій. Незважаючи на те, що фаза «паніки», яка містить ефект зараження, пройшла, операції, як і раніше тривають, і кінцеву вартість заходів ще належить визначити.
Що було вивчено з попередніх фінансових криз, це те, що без рішення базових проблем з токсичними активами та відновлення здоров'я у балансі банків і інших фінансових установ фінансові кризи продовжують тягнутися. Особливо це було видно у випадку з Японією. Навіть Швеція, яка часто розглядається як успішна модель, як впоратися з фінансовою кризою, повинна були вжити рішучі заходи для боротьби з недіючими активами банківської системи.
Другий етап цієї фінансової кризи є менше незвичайним винятком того, що серйозність економічного спаду макроекономіки, з яким стикаються країни по всьому світу, є найгіршою з часів Великої депресії 1930-х років. Фінансова криза швидко поширилася на реальний сектор, негативно впливає на всі економіки, виробництва, фірми, інвесторів і домашні господарства. Багато країн, особливо з ринком, що формується, були пошкоджені все збільшуючимся відтоком капіталу з економіки та падінням експорту і цін на сировинні товари. У цих випадках уряди звернулися до традиційної грошово-кредитної і фіскальної політики для подолання кризових економічних умов, зниження податкових надходжень і зростанням безробіття.
У відповідь на спад або уповільнення темпів економічного зростання в багатьох країнах були прийняті пакети фіскальних стимулів, спрямовані на відновлення економіки або, принаймні, не допускання погіршення умов. Загальносвітовий обсягу грошей на пакети стимулів нині[коли?] перевищує 2 трлн.дол., але деякі пакети передбачають заходи, які простягаються в наступні роки, так що загалом це не означає, що вся сума буде негайно переведена на державні витрати. У складі стимулюючих пакетів, за визначенням, мають бути фіскальні заходи (державні витрати і зниження податків), але деякі пакети передбачають заходи, спрямовані на стабілізацію банків та інших фінансових установ, які зазвичай класифікуються як порятунок банку або фінансовий пакет допомоги. 2 трильйони доларів в загальний пакет стимулів становить близько 3 % світового валового внутрішнього продукту, що перевищує заклик Міжнародного валютного фонду протистояти погіршенню економічних умов у світі та виділити для фінансового стимулу суму грошей на загальну суму 2 % від світового ВВП. Аналіз стимулюючих заходів з боку Європейського співтовариства в 2009 році виявив, що така кількість заходів, за оцінками, становить 1,32 % ВВП європейського співтовариства. МВФ стверджує, що станом на січень 2009 року в США пакети фіскальних стимулів у вигляді відсотка від ВВП в 2009 році становлять 1,9 %, в єврозоні 0,9 %, в Японії 1,4 %, в Азії за винятком Японії 1,5 %, а для іншої частини G-20 1,1 %.
На Лондонському саміті G-20 розкол виник між Сполученими Штатами і Великою Британією, які виступають за великі і скоординовані пакети стимулів, та Німеччиною і Францією, які вважають свої автоматичні стабілізатори (збільшення державних витрат на предмети, такі як страхування від безробіття, які запускаються в будь-який час, коли економічне зростання сповільнюється), а також існуючі програми стимулювання як достатні. У своєму комюніке, лідери зазначили, що 5 трлн.дол. присвячені бюджетній експансії до кінця 2010 року і взяли на себе зобов'язання «забезпечити масштаби стійкого фінансового зусилля, необхідного для відновлення зростання». У комюніке G-20 лідери вирішили додати 1,1 трлн.дол. до ресурсів міжнародних фінансових інститутів, у тому числі 750 млрд доларів для Міжнародного валютного фонду, 250 мільярдів доларів для підвищення глобальної торгівлі, і 100 мільярдів доларів для багатосторонніх банків розвитку.
Додаткового кредитування з боку міжнародних фінансових інститутів буде доповненням до національних фінансових стимулів і можуть бути спрямовані на найнужденніші країни. Кілька країн мають великі запозичення на міжнародних ринках і виплачують борг, виражений в євро або доларах. Через знецінення своєї валюти вартість цього боргу різко зросла. В інших країнах банки мають борг майже такий же великий, як ВВП. Деякі спостерігачі порушили питання про можливість боргової кризи (дефолт країни за гарантованим державою боргом) або як у випадку Ісландії через необхідність націоналізувати банки і брати на себе зобов'язання більші, ніж розмір національної економіки. З 1 листопада 2008 року, МВФ, за його угодою стенд-бай, забезпечила або знаходиться в процесі надання фінансового пакету підтримки для Ісландії (2,1 млрд дол.), України (16,4 млрд дол.), Угорщині (25,1 млрд дол.), Пакистану (7,6 млрд дол), Білорусі (2,46 млрд дол.), Сербії (530 300 000 дол.), Вірменії (540 млн дол.), Сальвадору (800 мільйонів доларів), Латвії (2,4 млрд дол.), Сейшельськім островам (26,6 млн дол.), Монголії (229 200 000 дол.), Коста-Риці (735 млн дол.), Гватемалі (935 млн дол.) і Румунії (17,1 млрд дол.). МВФ також створили гнучку кредитну лінію для країн з сильною основою. Після затвердження ці кредити можуть бути виділені у разі виникнення необхідності, а не будуть обумовлені дотриманням політичних цілей, як у традиційних програмах, підтримуваних МВФ. За цією можливістю, МВФ рада схвалила надання позики Мексиці (47 млрд дол), Польщі (20,5 млрд дол.) і Колумбії (10,5 млрд дол.).

## Криза в Україні
Прояв кризових явищ в Україні восени 2008 р. спонукав до реалізації відповідних антикризових заходів і на українських теренах. В цілому уряд розробив та направив до Верховної ради понад 160 законопроєктів, що мають антикризовий характер. Крім того, у Верховній Раді зареєстрована значна кількість законопроєктів, розроблених представниками різних політичних блоків, представлених у ній.
Одним з найперших стратегічних нормативних актів, спрямованих на подолання кризи, було рішення РНБОУ «Про невідкладні заходи з посилення фінансово-бюджетної дисципліни та мінімізації негативного впливу світової фінансової кризи на економіку України» від 20.10.2008 р., введене в дію Указом Президента від 24.10.2008 р. Враховуючи загрозливі тенденції у банківському секторі та реальному секторі економіки, зумовлені світовою фінансовою кризою, РНБОУ окреслила основні напрямки антикризової політики та визначила низку комплексних заходів, реалізація яких була покладена на уряд, НБУ, СБУ та Генеральну прокуратуру.
Зокрема, РНБОУ запропонувала уряду створити Стабілізаційний фонд та визначити основні напрями його наповнення та використання; передбачити бездефіцитність бюджету на 2009 рік, скорочення видатків на утримання державних органів управління щонайменше на 20 %; тимчасово запровадити додаткові обмеження на імпорт; забезпечити протягом місяця повернення з Державного бюджету України платникам податку на додану вартість заявлених до відшкодування сум податку, що підтверджені перевірками та наявністю повернутої у 60-денний строк валютної виручки за експорт товарів і послуг, запровадження спрощеного механізму відшкодування податку на додану вартість експортерам за умови надходження валютної виручки; вжити заходів щодо невідкладного скасування мораторію на продаж земель сільськогосподарського призначення тощо.
НБУ було запропоновано реалізувати низку заходів антикризового характеру в сфері банківського нагляду та грошово-кредитної політики, зокрема: збільшити з 1 квітня 2009 року нормативи резервування за кредитними операціями по кредитах, інформацію щодо яких не внесено до кредитних історій; розробити механізми обмеження верхньої межі ставки залучення банківськими установами на внутрішньому ринку депозитів фізичних осіб; посилити вимоги щодо прозорості корпоративного управління банками, зокрема визначення реальних власників банків та їх відповідальність за підтримання фінансової стабільності банків; не допускати дострокового погашення позик, отриманих резидентами України за кордоном; запровадити норматив резервування для відшкодування можливих втрат за кредитними операціями банків у розмірі 100 % від обсягу наданих кредитів на споживчі потреби тощо [30].
Загалом заходи антикризового спрямування, які здійснювалися в Україні з вересня 2008 р., можна поділити на:
- заходи з фінансової стабілізації (регулювання фінансового сектора, підтримка банківського сектора, валютне регулювання, покращення структури платіжного балансу);
- заходи макроекономічного регулювання (вплив на реальний сектор економіки, захист та стимулювання національного виробника, підтримка внутрішнього попиту);
- заходи соціальної політики (соціальний захист населення, стримування безробіття)[10].

У сфері заходів з фінансової стабілізації антикризові заходи держави були спрямовані, в першу чергу, на врегулювання проблемних питань в банківському секторі, який суттєво постраждав від кризи ліквідності, що спостерігалась на світових фінансових ринках.
Зокрема, з метою припинення лавиноподібного закриття депозитів фізичними особами НБУ Постановою від № 319 14 жовтня 2008 року заборонив дострокове закриття депозитів як фізичними так і юридичними особами. Це дозволило припинити швидке вилучення коштів фізичними особами з вітчизняної банківської системи, що ставило останню у вкрай загрозливу ситуацію.
Невдовзі, для забезпечення невідкладної капіталізації банків Правління Національного банку України прийняло постанову № 389 від 21.11.2008 р. «Про здійснення діагностичного обстеження банків». Крім того, постановою Правління Національного банку України № 405 від 01.12.2008 р. було затверджено Спеціальний порядок здійснення заходів щодо фінансового оздоровлення банків, спрямований на спрощення процедури та скорочення термінів внесення змін до статутів банків щодо збільшення рівня статутного капіталу.
4 листопада було прийнятно Постанову КМУ № 960 «Про затвердження Порядку участі держави в капіталізації банків», якою визначався порядок ре-капіталізації банків державою. Документом, зокрема, передбачалась можливість отримання коштів банками за умови передачі Мінфіну контрольного пакету акцій. Проте 18 лютого 2009 року Кабмін спростив процедуру ре-капіталізації, новий варіант постанови передбачав більш гнучкі умови отримання додаткового фінансування банками за рахунок держави.
З метою захисту прав клієнтів банківських установ та припинення практики односторонньої зміни умов укладених кредитних договорів та договорів банківського вкладу, 12 грудня 2008 року Верховна Рада прийняла Закон України «Про внесення змін до деяких законодавчих актів України щодо заборони банкам змінювати умови договору банківського вкладу та кредитного договору в односторонньому порядку». Законом внесено зміни до Цивільного кодексу України, Закону України «Про банки і банківську діяльність», якими банкам заборонено змінювати умови укладених з клієнтами договорів, зокрема, щодо збільшення розміру процентної ставки за кредитними договорами або зменшення її розміру за договорами банківського вкладу.
31.10.2008 року Верховна Рада прийняла Закон «Про першочергові заходи щодо запобігання негативним наслідкам фінансової кризи та про внесення змін до деяких законодавчих актів України». Законом передбачено створення Стабілізаційного фонду за рахунок понадпланових надходжень від приватизації державного майна у 2008 році та надходжень цих коштів у 2009 році, цільового розміщення державних цінних паперів, а також перелік заходів, спрямованих на підтримання державою капіталізації вітчизняних банків. При цьому Закон містив перелік витрат, на які можуть спрямовуватись кошти Стабілізаційного фонду, зокрема надання кредитів для погашення, рефінансування та обслуговування кредитів, одержаних вітчизняними банківськими установами та іншими суб'єктами господарювання в іноземних кредиторів до 15 вересня 2008 року; надання кредитів на завершення будівництва житла, яке здійснюється із залученням іпотечних кредитів і обов'язковою умовою якого є співфінансування з боку банків та забудовників; надання фінансової допомоги банкам (у тому числі з метою збільшення статутних капіталів), поповнення статутних капіталів державних банків та Державної іпотечної установи.
Також урядом було суттєво збільшено статутні фонди державних банків — Державного ощадного банку (Постанова КМУ від 27 грудня 2008 р. № 1119 «Про збільшення статутного капіталу відкритого акціонерного товариства „Державний ощадний банк України“») та Укрексімбанку (Постанова КМУ від 17 грудня 2008 р. № 1116 «Про збільшення статутного капіталу відкритого акціонерного товариства „Державний експортно-імпортний банк України“ та внесення змін до його статуту»).
Комплекс нормативних актів був спрямований на врегулювання відносин у валютній сфері та зміни порядку здійснення операцій на валютному ринку (Постанова Правління НБУ від 18 грудня 2008 року № 436 «Про валютні інтервенції Національного банку України на міжбанківському валютному ринку України до кінця грудня 2008 року», Постанова Правління НБУ від 29 грудня 2008 № 469 «Про запровадження Національним банком України валютних аукціонів», Постанова Правління НБУ від 14 січня 2009 року № 12 «Про валютні інтервенції Національного банку України на міжбанківському валютному ринку України в січні 2009 року», Постанова Правління НБУ від 4 листопада 2008 року № 351 «Про встановлення офіційного курсу гривні до іноземних валют та банківських металів»). Зокрема, НБУ запровадив систему здійснення своїх інтервенцій на валютному ринку шляхом проведення валютних аукціонів. При цьому передбачено, що заявки на участь в аукціоні формуються на основі не задоволеного на прямому міжбанківському ринку обсягу заявок клієнтів і потреб банку.
З метою поліпшення структури платіжного балансу Верховна Рада прийняла за основу проєкт Закону України «Про внесення змін до деяких Законів України з метою поліпшення стану платіжного балансу України у зв'язку із світовою фінансовою кризою», яким передбачено, у випадку досягнення платіжним балансом України критичного стану, застосування процедури запровадження тимчасової надбавки до діючих ставок ввізного мита на деякі товари.
Реформування державного кредиту та оптимізація політики управління державним боргом в останні роки є одними з найактуальніших пріоритетів реформ системи державних фінансів. Особливо це стало важливим з огляду на розгортання боргової кризи в Європі, яка стала наслідком неефективного управління державним боргом.
Отже, до характерних ознак кризи 2008—2009 рр., що притаманні українській економіці, належать: найбільші в регіоні Центральної та Східної Європи масштаби кризи, що було зумовлено недостатньою реформованістю національної економіки та неефективними докризовими діями уряду; різка зміна настроїв та очікувань суспільства та ділових кіл країни; наявність у суспільстві глибокого політичного конфлікту.
Антикризова політика в Україні визначалась фінансовими можливостями держави. Уряд України приймав рішення та вдавався до заходів, використовуючи тактику точкового реагування на кризові явища, які в цілому відповідали логіці та напрямам антикризових дій в інших країнах. Реалізовані заходи допомогли пом'якшити кризові прояви для окремих секторів економіки та верств населення.
Криза вкотре засвідчила, що Україна потребує глибокої модернізації, яка передбачає: розширення внутрішніх ринків шляхом ініціювання великих інфраструктурних проєктів; захист вітчизняного виробника; удосконалення фінансової політики в напрямі стабілізації національної валюти; підвищення ліквідності банківської системи, легалізації тіньового капіталу, стимулювання інвестицій.